# Bahnhof München Karlsplatz
Der Haltepunkt Karlsplatz (Stachus) in München am Karlsplatz (Stachus) in der Nähe des Hauptbahnhofes ist einer der zentralen Nahverkehrs-Knotenpunkte der bayerischen Landeshauptstadt. Der Haltepunkt an der S-Bahn-Stammstrecke ist in ein größeres unterirdisches Bauwerk mit U-Bahn-Station an der U-Bahn-Stammstrecke 3 und Einkaufszentrum integriert.

## Verkehrsbedeutung
An der Oberfläche treffen hier auf dem Altstadtring fast alle Straßenbahnlinien der MVG vor dem Karlstor zusammen.
Außer den Verkehrsflächen enthält das Bauwerk auch Tiefgaragen und Ladehöfe für die umliegenden Geschäfte sowie diverse Versorgungseinrichtungen, darunter zwei Dieselaggregate, die in der Lage sind, das Bauwerk, selbst wenn es komplett vom städtischen Stromnetz abgetrennt ist, unter Volllast zu betreiben. Mit einer Länge von 350 m, einer Breite von 150 m sowie einer Tiefe von 40 m handelt es sich bei der Anlage um eines der größten Untergrundbauwerke Europas.
Das Trassenpreissystem von DB InfraGO zählt ihn zu den Metropolbahnhöfen.

## Geschichte
Planungen für einen unterirdischen S-Bahnhof unter dem Stachus gab es bereits seit dem Anfang der 1950er Jahre. Auf der Deutschen Verkehrsausstellung 1953 in München wurde bereits ein Entwurf vorgestellt. Zahlreiche Umplanungen, sowie zunehmender Zeitdruck wegen der bevorstehenden Olympischen Sommerspiele 1972 verteuerten den Bau von ursprünglich angesetzten 13,4 Mio. DM auf rund 100 Mio. DM. Baukosten. Am 25. November 1970 wurde das „Stachus-Bauwerk“ feierlich eröffnet, die Stadt München erließ für dessen Nutzung eine eigene „Stachusbauwerk-Nutzungsordnung“.
Der S-Bahnhof als Teil der Stammstrecke München nahm am 28. April 1972 seinen Betrieb auf. Die U-Bahn folgte am 10. März 1984.
Das Stachus-Einkaufszentrum wurde 2004 von der Stadt an die Stadtwerke München verkauft. Diese fand mit der Landesbank Baden-Württemberg einen Investor, der für 30 Millionen Euro bis zum Jahr 2009 diese zwei Ebenen des Bauwerks umbauen wollte. Der Umbau erfolgte von 2008 bis 2011.

## Aufbau

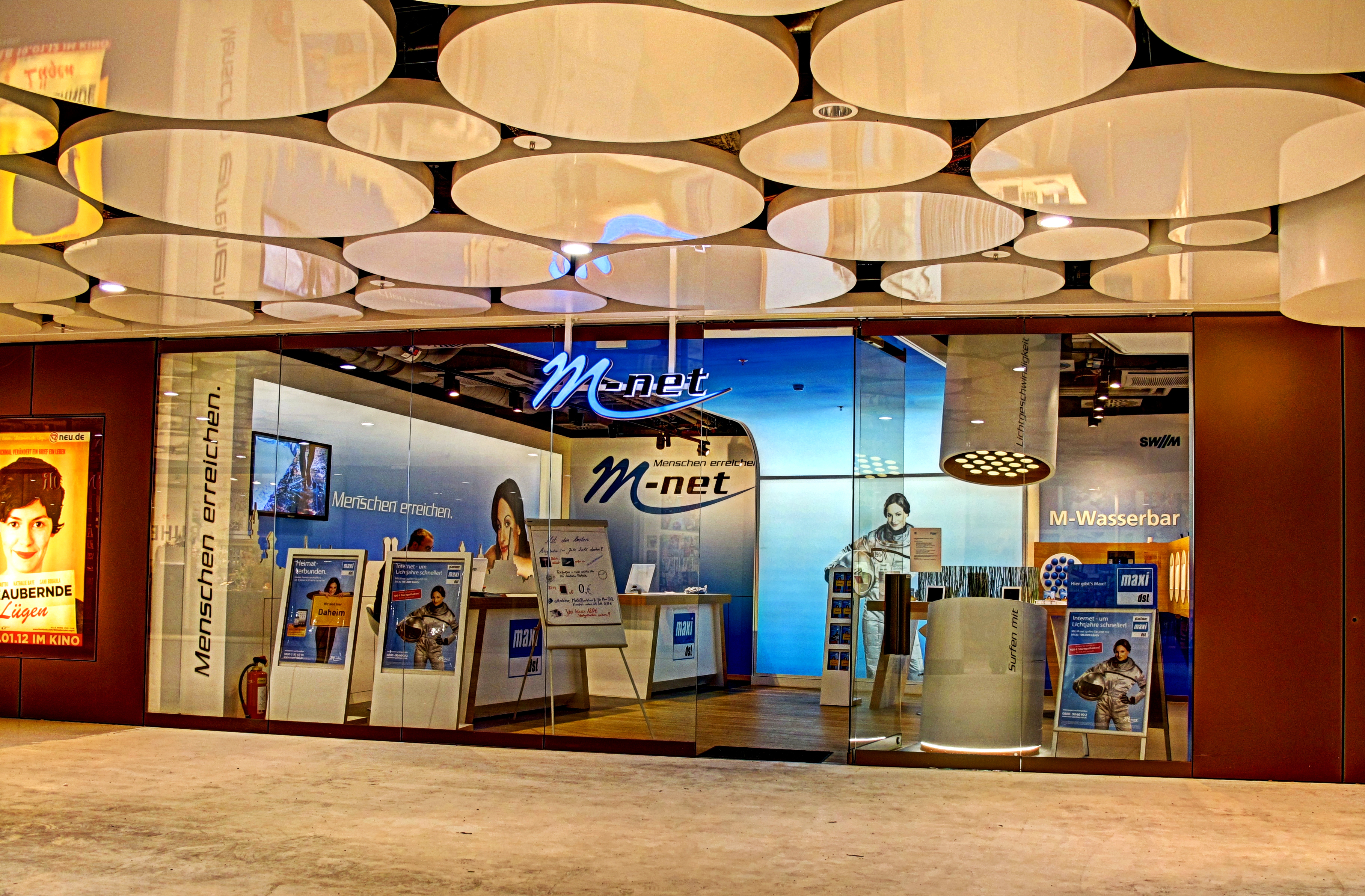
M-net-Filiale auf Ebene −1

### Ebene −1
Auf der ersten Ebene erstreckt sich eine ausgedehnte Ladenpassage, die Ende der 1960er Jahre errichtet und bis 2012 generalsaniert wurde. Außerdem gibt es hier Ausgänge zur Straßenbahn, zur Neuhauser Straße, zum Justizpalast und anderen Stellen rings um den Platz an der Oberfläche.

### Ebene −2

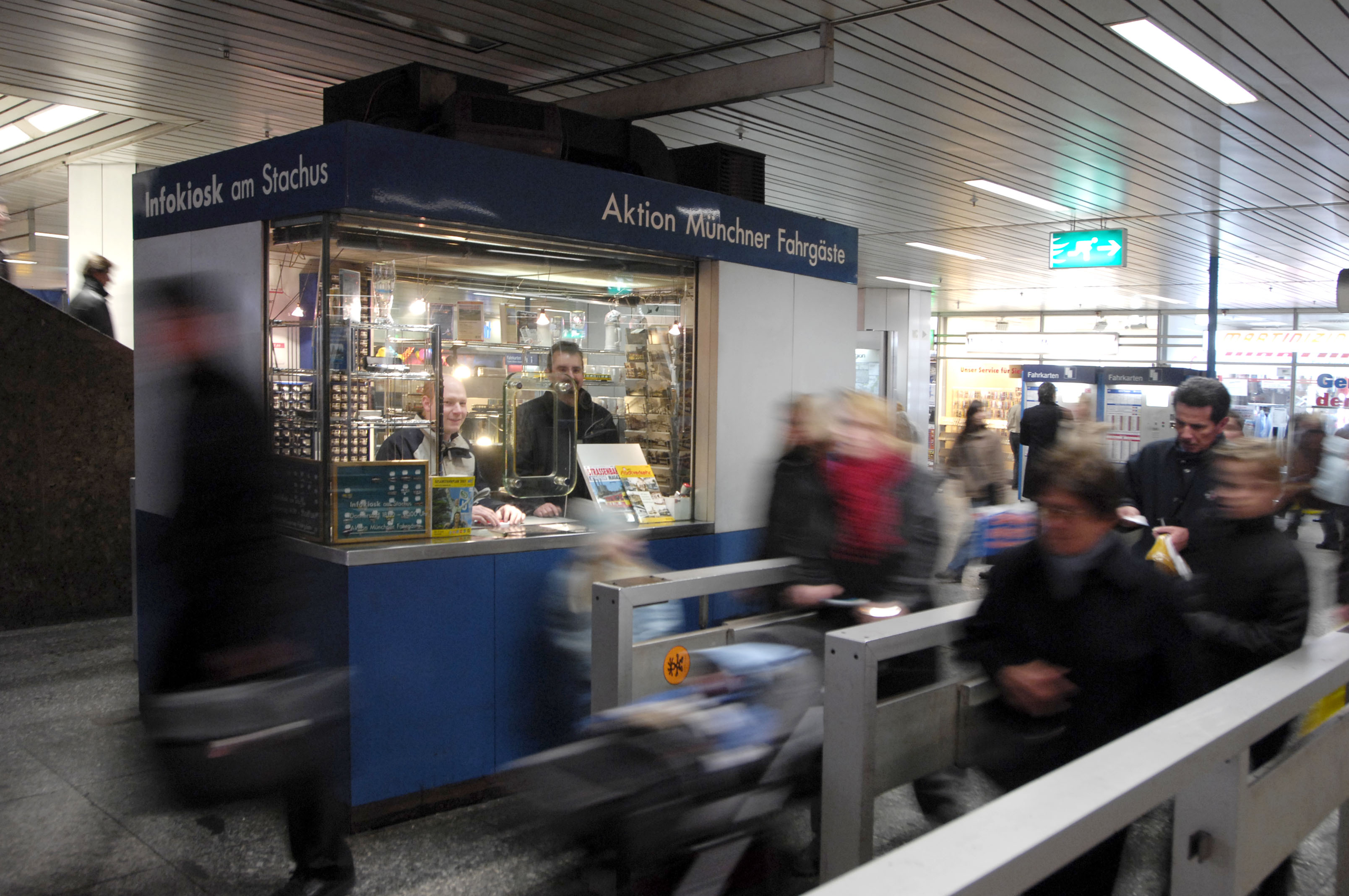
Ehemaliges Passimeterhäuschen am S-Bahn-Zugang (abgebaut 2016)

Auf der zweiten, darunter befindlichen Ebene befinden sich ein weiterer Teil des Einkaufszentrums, eine Kartenvorverkaufsstelle sowie die Abgänge zur S-Bahn und zum U-Bahn Zwischengeschoss in Ebene -4. Direkt am Zugang zur S-Bahn befand sich eines der letzten funktionsfähigen Passimeterhäuschen von 1972. Es wurde von 1997 bis zu seinem Abbau im Februar 2016 von der Aktion Münchner Fahrgäste mit ehrenamtlichen Mitarbeitern betrieben. Ursprünglich gab es an diesem Bahnhof drei solcher Häuschen, in denen Fahrkarten verkauft wurden. Eines wurde zuvor bereits abgebaut, das andere zu einem Verkaufsautomaten umgebaut.
Im nicht-öffentlichen Bereich befindet sich auf ganzer Länge des Gebäudes der auch von großen Lkw befahrbare, 4,30 Meter hohe Ladehof. Dieser dient zur Versorgung der Geschäfte des Einkaufszentrums, sowie umliegender Gebäude, zum Beispiel des Kaufhofs. Zudem ist hier auch die rund um die Uhr besetzte Leitwarte untergebracht.

### Ebene −3 (S-Bahn)

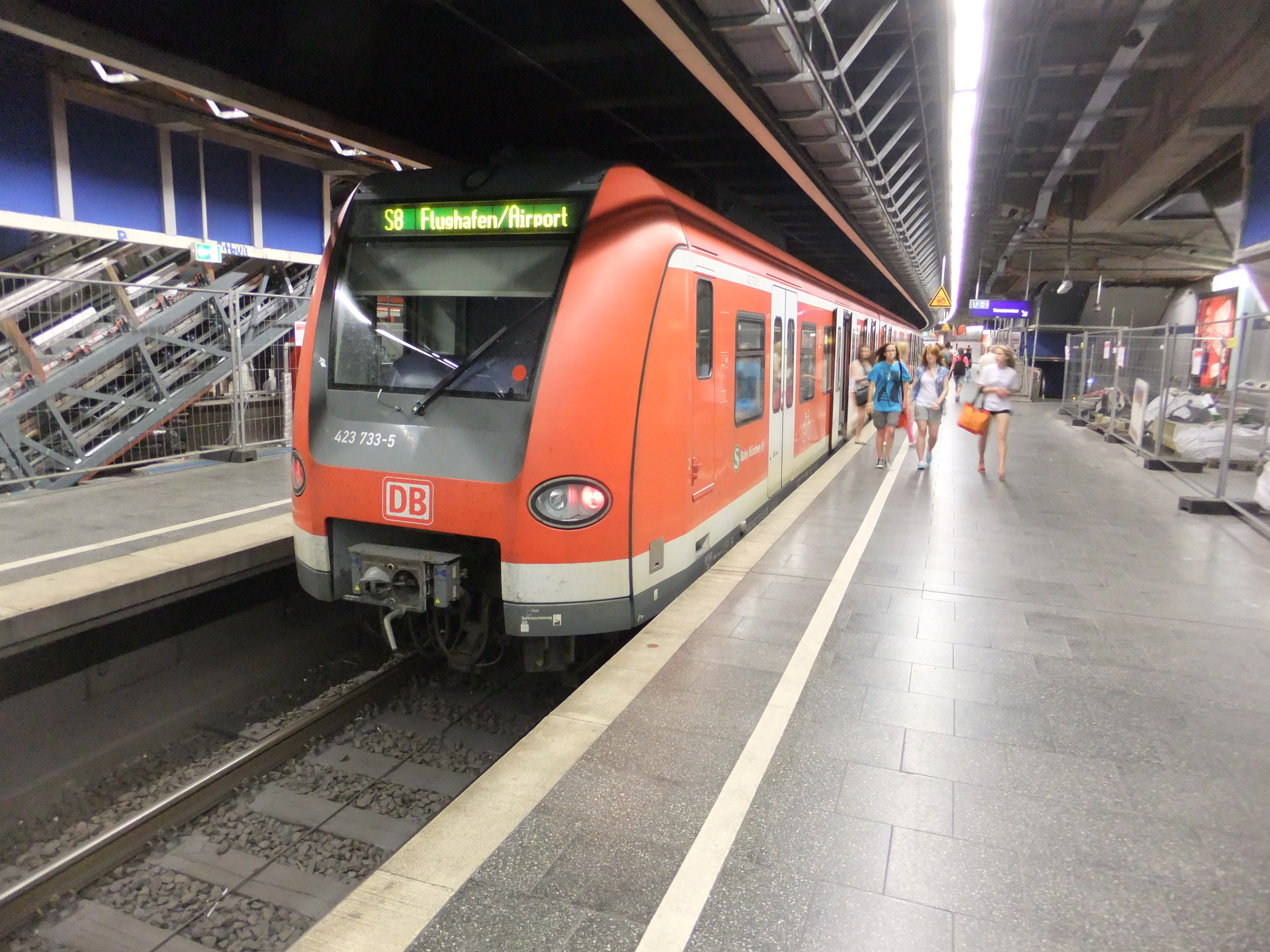
DB-Baureihe 423 auf Linie S8 im Bahnhof München Karlsplatz

Auf der dritten Ebene verläuft die S-Bahn-Stammstrecke mit den Linien S1–S6 und S8 vom Hauptbahnhof Richtung Ostbahnhof auf zwei Gleisen mit drei Bahnsteigen in spanischer Lösung (Einstieg vom Mittelbahnsteig her in Fahrtrichtung links, Ausstieg in Fahrtrichtung rechts zum jeweiligen Außenbahnsteig.). Die Bahnsteige sind mit weißen Wandplatten verkleidet und mit dunkelblauer Erkennungsfarbe an den Säulen und im Leitstreifen an den Wänden versehen. Im Jahr 2007 benutzten täglich (montags bis freitags) 87.700 Ein-, Aus- und Umsteiger den Haltepunkt der S-Bahn. Die S-Bahnsteige sind 210 Meter lang und haben eine Höhe von 96 cm über Schienenoberkante. In gleicher Tiefenlage befindet sich die erste der beiden Parkebenen des dem Einkaufszentrum angeschlossenen Parkhaus.
| Linie | Strecke | Taktfrequenz    |
| ----- | --- | --------------- |
| S1    | Freising – Pulling – Neufahrn / Flughafen München – Flughafen Besucherpark – Neufahrn – Eching – Lohhof – Unterschleißheim – Oberschleißheim – Feldmoching – Fasanerie – Moosach – Laim – Hirschgarten – Donnersbergerbrücke – Hackerbrücke – Hauptbahnhof – Karlsplatz (Stachus) – Marienplatz – Isartor – Rosenheimer Platz – Ostbahnhof – Leuchtenbergring | 20-Minuten-Takt |
| S2    | Petershausen – Vierkirchen-Esterhofen – Röhrmoos – Hebertshausen – Dachau / Altomünster – Kleinberghofen – Erdweg – Arnbach – Markt Indersdorf – Niederroth – Schwabhausen – Bachern – Dachau Stadt – Dachau – Karlsfeld – Allach – Untermenzing – Obermenzing – Laim – Hirschgarten – Donnersbergerbrücke – Hackerbrücke – Hauptbahnhof – Karlsplatz (Stachus) – Marienplatz – Isartor – Rosenheimer Platz – Ostbahnhof – Leuchtenbergring – Berg am Laim – Riem – Feldkirchen – Heimstetten – Grub – Poing – Markt Schwaben – Ottenhofen – St. Koloman – Aufhausen – Altenerding – Erding | 20-Minuten-Takt |
| S3    | Mammendorf – Malching – Maisach – Gernlinden – Esting – Olching – Gröbenzell – Lochhausen – Langwied – Pasing – Laim – Hirschgarten – Donnersbergerbrücke – Hackerbrücke – Hauptbahnhof – Karlsplatz (Stachus) – Marienplatz – Isartor – Rosenheimer Platz – Ostbahnhof – St.-Martin-Straße – Giesing – Fasangarten – Fasanenpark – Unterhaching – Taufkirchen – Furth – Deisenhofen – Sauerlach – Otterfing – Holzkirchen | 20-Minuten-Takt |
| S4    | Geltendorf – Türkenfeld – Grafrath – Schöngeising – Buchenau – Fürstenfeldbruck – Eichenau – Puchheim – Aubing – Leienfelsstraße – Pasing – Laim – Hirschgarten – Donnersbergerbrücke – Hackerbrücke – Hauptbahnhof – Karlsplatz (Stachus) – Marienplatz – Isartor – Rosenheimer Platz – Ostbahnhof – Leuchtenbergring – Berg am Laim – Trudering (– Gronsdorf – Haar – Vaterstetten – Baldham – Zorneding – Eglharting – Kirchseeon – Grafing Bahnhof – Grafing Stadt – Ebersberg) | 20-Minuten-Takt |
| S5    | Kreuzstraße – Großhelfendorf – Peiß – Aying – Dürrnhaar – Höhenkirchen-Siegertsbrunn – Wächterhof – Hohenbrunn – Ottobrunn – Neubiberg – Neuperlach Süd – Perlach – Giesing – St.-Martin-Straße – Ostbahnhof – Rosenheimer Platz – Isartor – Marienplatz – Karlsplatz (Stachus) – Hauptbahnhof – Hackerbrücke – Donnersbergerbrücke – Hirschgarten – Laim – Pasing (– Westkreuz – Neuaubing – Freiham – Harthaus – Germering-Unterpfaffenhofen – Geisenbrunn – Gilching-Argelsried – Neugilching – Weßling)                                                                                 | 20-Minuten-Takt |
| S6    | Tutzing – Feldafing – Possenhofen – Starnberg – Starnberg Nord – Gauting – Stockdorf – Planegg – Gräfelfing – Lochham – Westkreuz – Pasing – Laim – Hirschgarten – Donnersbergerbrücke – Hackerbrücke – Hauptbahnhof – Karlsplatz (Stachus) – Marienplatz – Isartor – Rosenheimer Platz – Ostbahnhof – Leuchtenbergring – Berg am Laim – Trudering – Gronsdorf – Haar – Vaterstetten – Baldham – Zorneding – Eglharting – Kirchseeon – Grafing Bahnhof – Grafing Stadt – Ebersberg | 20-Minuten-Takt |
| S8    | Herrsching – Seefeld-Hechendorf – Steinebach – Weßling – Neugilching – Gilching-Argelsried – Geisenbrunn – Germering-Unterpfaffenhofen – Harthaus – Freiham – Neuaubing – Westkreuz – Pasing – Laim – Hirschgarten – Donnersbergerbrücke – Hackerbrücke – Hauptbahnhof – Karlsplatz (Stachus) – Marienplatz – Isartor – Rosenheimer Platz – Ostbahnhof – Leuchtenbergring – Daglfing – Englschalking – Johanneskirchen – Unterföhring – Ismaning – Hallbergmoos – Flughafen Besucherpark – Flughafen München                                                                                | 20-Minuten-Takt |

### Ebene −4
Auf der vierten Ebene befindet sich ein Zwischengeschoss vom S-Bahnhof zum U-Bahnhof. Vor den letzten Treppen zum U-Bahnhof treffen auf westlicher Seite noch die drei Rolltreppen vom zweiten Untergeschoss dazu. Ursprünglich war in dieser Tieflage ein zweiter U-Bahnhof für die „Vierte U-Bahn Stammstrecke“ geplant, welche aber nie realisiert wurde. Seitlich daneben angeordnet liegt die zweite Parkebene des Einkaufszentrums.

### Ebene −5 (U-Bahn)
Auf der fünften Ebene befindet sich der Bahnhof der U-Bahn-Linien U4 und U5 ebenfalls in Ost-West-Richtung. Hier findet man am Ausgang Lenbachplatz die längsten Rolltreppen im MVV-Gebiet, die mit 247 Stufen in 56,5 m Länge eine Höhendifferenz von 20,63 m überwinden. Die Wände sind mit alten Straßenbahnwagen bemalt, was an die älteren Münchner Tramwagen erinnern soll. Für jede Richtung gibt es separate Röhren, die an den Ausgängen mit zwei Querröhren verbunden sind. Die südliche Bahnsteigröhre ist um ca. 20 m zur nördlichen Röhre nach Westen verschoben. An der Wand befindet sich der gelbe Streifen für die Stammstrecke der U4 und U5.
| Linie | Linienverlauf |
| ----- | --- |
| U4    | Westendstraße – (806 m) – Heimeranplatz – (671 m) – Schwanthalerhöhe – (927 m) – Theresienwiese – (711 m) – Hauptbahnhof – (521 m) – Karlsplatz (Stachus) – (811 m) – Odeonsplatz – (933 m) – Lehel – (928 m) – Max-Weber-Platz – (791 m) – Prinzregentenplatz – (838 m) – Böhmerwaldplatz – (552 m) – Richard-Strauss-Straße – (756 m) – Arabellapark |
| U5    | Laimer Platz – (670 m) – Friedenheimer Straße – (791 m) – Westendstraße – (806 m) – Heimeranplatz – (671 m) – Schwanthalerhöhe – (927 m) – Theresienwiese – (711 m) – Hauptbahnhof – (521 m) – Karlsplatz (Stachus) – (811 m) – Odeonsplatz – (933 m) – Lehel – (928 m) – Max-Weber-Platz – (1080 m) – Ostbahnhof – (1602 m) – Innsbrucker Ring – (982 m) – Michaelibad – (1708 m) – Quiddestraße – (778 m) – Neuperlach Zentrum – (764 m) – Therese-Giehse-Allee – (722 m) – Neuperlach Süd |

### Ebene −6 (Technik)
Die unterste, nur als Teilgeschoß ausgeführte Ebene dient ausschließlich technischen Zwecken. Unter anderem werden hier sämtliche Abwässer des Bauwerks in großen Sammelbecken aufgefangen, und mittels leistungsstarker Pumpen um rund 35 Meter in die Höhe gepumpt, wo sie der städtischen Kanalisation zugeführt werden.